# Identity V
Identity V est un jeu vidéo d'horreur multijoueur asymétrique développé et publié par NetEase Games, téléchargeable gratuitement sur App Store, Google Play et PC, qui suit un détective nommé Orpheus alors qu'il perce lentement le mystère derrière un mystérieux jeu de massacre au sein d'un manoir.
Cinq joueurs participent à des matchs simples. L'un d'entre eux a pour mission d'éliminer les quatre autres avant qu'ils ne remplissent leurs objectifs. 

## Système de jeu

### Déroulé de la partie
Chaque partie implique quatre survivants et un tueur. Les survivants et le tueur sont tout les cinq dispersé dès le début du jeu. Les 4 survivants doivent décodé 5 Cipher Machines pour pouvoir s'échapper. Quant au tueur, il doit éliminer tout les survivants pour pouvoir gagner la partie.

### Parties classées
Il existe deux systèmes de classement compétitifs sur Identity V, dont trois classements : classement de survivant, classement de tueur et classement en 5 contre 5.

#### Parties classées normales
Les joueurs peuvent jouer en tant que tueur ou en tant que survivant. Les survivants peuvent préalablement constituer ou non des équipes, ils joueront dans tous les cas avec une équipe de quatre joueurs.

#### Parties en 5 contre 5
Les joueurs doivent nécessairement constituer préalablement une équipe de 5 joueurs avec 4 survivants et un tueur.

### Personnages
Certains personnages peuvent constituer plusieurs rôles à la fois, ainsi le protagoniste Orpheus est à la fois un détective, un survivant et un tueur. 

## Développement
Le jeu Identity v est développé par l'entreprise chinoise NetEase spécialisée dans les jeux vidéos. 

## Réception
En 2018, le site spécialisé Pocket Gamer loue le jeu pour son système de pouvoirs et d'arbre de compétence et lui donne la note de 3,5/5.
En 2023, le site spécialisé Ginx tv loue l'histoire, le style artistique, sa gratuité et son système de jeu.

## Événements croisés
La série a connu des événements croisés avec la série Danganronpa,,,, la série Persona, le jeu indépendant Ib, le film Edward aux mains d'argent, et les séries animées The Promised Neverland,, Bungo Stray Dogs et Link click[réf. souhaitée] et bien d'autres.